# 托帕利
47°36′13″N 29°17′34″E / 47.60361°N 29.29278°E
托帕利（烏克蘭語：Топали）是位於烏克蘭西南部的村莊，由敖德萨州波季利斯克区的奧克尼市鎮負責管轄。該村始建於1840年，面積4.89平方公里，海拔高度78米，2001年人口1,224，人口密度每平方公里250.31人。